# كرزيستوف بوكانيك
كرزيستوف بوكانيك (بالبولندية: Krzysztof Bochenek)‏ (و. 1960 – م) هو ممثل من بولندا . ولد في تيتشي .

## روابط خارجية
- كرزيستوف بوكانيك على موقع IMDb (الإنجليزية)
- كرزيستوف بوكانيك على موقع قاعدة بيانات الفيلم (الإنجليزية)
- كرزيستوف بوكانيك على موقع كينوبويسك (الروسية)